# Ливонски кръстоносен поход
Ливонският кръстоносен поход е военно-историческо събитие от Средновековието, довело до завладяването на територията на съвременните Латвия и Естония. Това става по време на санкционираните от папството Северни кръстоносните походи и има продължителност от близо сто години. Те са изпълнявани предимно от германци, произхождащи от Свещената Римска империя и Дания и приключват със създаването на Маарьямаа и Датска Естония. Земите на източния бряг на Балтийско море са последните краища на Европа, които са покръстени.
На 2 февруари 1207 в завладените от похода територии, е основана държавата, наречен Tера Мариана, княжество на Свещената Римска империя,провозгласено от Инокентий III през 1215 г., като подчинено на Светия престол. След успеха на военната кампания германските и датските окупирани територии са разделени на шест феодални началства от Гулиелмо Моденски.

## Кампания срещу ливи и латгали (1198 – 1209)
Християнството пристига в Латвия настаняването в Гробине на шведите през 7 век и на датчаните в 11-и. Когато германските търговци започват да пристигат през втората половина на 12 век за търговия по протежение на древния търговски път на варягите и гърците, някои от местните вече са били покръстени. Свети Майнхард от Зегеберг пристига в Икшкиле през 1184 г. с мисия за покръстване на езическите ливи и е ръкоположен за епископ там през 1186 година. В тези времена речният град е център за предстоящите кръстоносни дейности в Ливонската област. Местните ливи (Līvi) плащат данък на източнославянското княжество Полоцк и често попадат под военно-политическо въздействие на техните южни съседи семигалите. Поради това ливите първо считат новопристигналите саксонци за полезни съюзници. Първият известен лив, който е покръстен е вождът Каупо от Турайда, около 1189.
Папа Целестин III призовава за кръстоносен поход срещу езичниците в Северна Европа през 1193 г. Когато покръстването по мирен път не донася никакви резултати, нетърпеливият Майнхард решава, че трябва да действа насилствено, но умира през 1196 г. Назначен му е заместник, епископ Бертолд от Хановер, а цистерциански абат от Локум, който пристига с голям контингент от кръстоносци през 1198 година. Скоро след това, в битка Бертолд е заобиколен и убит, макар че неговите войски побеждават. В отговор на поражението папа Инокентий III издава була, в което обявява кръстоносен поход срещу ливите. Албрехт фон Буксхьовен, хиротонисан в епископски сан през 1199 г., пристига на следващата година с военна сила. Той са установява в Рига, където основава Епископство Рига през 1201 година. През 1202 г. той създава Орденът на ливонските мечоносци в помощ на покръстването на езичниците в християнството и, което е по-важно, за защита на германската търговия. Ливите, начело с покръстения Каупо, въстават срещу кръстоносците, но претърпяват поражение. В Турайде през 1206 ливите се покръстват. Каупо остава съюзник на кръстоносците до смъртта си в битката през 1217 г.
Към 1208 г. важните търговски постове на река Даугава Саласпилс (Holme), Кокнесе (Kokenhusen) и Селпилис (Selburg) са заловен в резултат на Албертовите енергични кампании. В същата година, владетелите на латгалите в Талава, Саткеле и Аутине създават военни съюзи с Ордена и спомагат в изграждането на двата замъка Венден и Кокнесе, където Даугава и река Персе се срещат.
През 1209 г. Алберт предвожда войските на Ордена и завладява латгалското княжество Ерсика и взема жената на владетеля му Висвалдис в плен. Висвалдис е принуден да подични владението си на Алберт и Архиепископия Рига и получава обратно част от земите си като ленно владение. Tалава, отслабена във войните с русите и естонците, става васал на Архиепископия Рига през 1214 г., а през 1224 г. е окончателно разделена между нея и Ордена.

## Кампания срещу естонците (1208 – 1227)
До 1208 г. кръстоносците са вече достатъчно силни за да започнат операции срещу естонците, които по това време са били разделени на осем основни и седем по-малки области, начело със старейшините, с дружество и сътрудничеството между тях. С помощта на новопокръстените местни племена на ливи и латгали, кръстоносците нахлуват в Сакала и Угауния в Южна Естония. Местните племена отчаяно се противопоставят на атаките от Рига и дори временно овладяват територии, контролирани от кръстоносците.
През 1208 – 27 г., военните отряди и на двете страни безчинстват из Ливония, Латгалия и Естония, като ливи, латгали и руси от Новгородската Република обслужват като съюзници и кръстоносците, и естонците. Укрепленията, които са ключови центрове на окръзите на Естония, са обсаждани и завладявани по няколко пъти. Примирие между измъчените от войната страни е постигнато в продължение на едва три години (1213 – 1215). То се оказва по-благоприятно за германците, които подобряват своите политически позиции, а естонците се оказват не в състояние да развият своята система от свободни съюзи в централизирана държава. Те са водени от Лембиту от Лехола, старейшина от Сакалия, който през 1211 получава вниманието на германските летописци като централна фигура на естонската съпротива. При Вилянди на 21 септември 1217 Каупо и Лембиту са убити при съкрушително поражение за естонците.
Християнските кралства Дания и Швеция също се стремят към разширяване по източните брегове на Балтийско море. В 1218 Алберт кани крал Валдемар II Датски за помощ, но вместо това Валдемар сключи сделка с Ордена. Той печели в битката при Линданисе през 1219 г., откъдето произхожда и държавното знаме на Дания. По-късно той основава крепостта Castrum Danorum, който е безуспешно обсаждан от естонците през 1220 и 1223. Крал Йохан I Шведски се опита да създаде шведско присъствие в провинция Вик, но неговите войски са победени оте езелите в битката при Лихула през 1220 година. Ревалия, Хариен и Вирония - целият север на Естония, попада по датски контрол.
По време на въстанието от 1223 г. всички християнски крепости в Естония освен Талин падат в естонски ръце, а техните защитници са избити. До 1224 всички от по-големите крепости са отново възстановени от кръстоносците, с изключение на Tарбата, защитавана от силен естонски гарнизон и 200 руски наемници. Лидерът на руските войски е Вячко, комуто Новгородската република е обещала на крепостта и околните земи „...ако той може да ги победи за себе си“. Tарбата в края на краищата пада пред кръстоносците през август 1224 г. и всички негови защитници са убити.
В началото на 1224 г. император Фридрих II обявява в Катания, че Ливония, Прусия, Самбия и няколо други области отсега нататък ще бъдат подчинени директно на Римокатолическата църква и на Свещената Римска империя, вместо да са под юрисдикцията на местните управници. В края на годината Хонорий III обяви назначаването на епископ Гулиелмо Моденски за папски легат на Ливония и Прусия.
През 1224 г. на Ливонските братя на меча установвяват седалище в Желязков (Вилянди), където стените на замъка на Магистъра все още стоят и днес. 
Хрониката на Хенри за Ливония е написана вероятно като доклад за Гулиелмо Моденски, като го запознава с историята на Църквата в Ливония до негово време. Тя разказва и как през 1226, в крепостта Tарванпе Гулиелмо успешно посредничи за мир между германците, датчаните и виронците,

### Войната срещу Сааремаа (1206 – 1261)
Последният естонски окръг, оцелял срещу нашествениците, е остров Сааремаа (Езел), чиято бойна флота продължава да напада Дания и Швеция през годините на борба срещу германските кръстоносците.
През 1206 г. датска армия, водена от крал Валдемар II и Aндреас, епископ на Лунд дебаркира на Езел и се опитва да създаде фортифицирано предмостие, но без успех. През 1216 на ливонските мечоносци и епископ Теодорих обединяват сили и нахлуват на острова през замръзналото море. Езелите отвръщат на удара с набези върху германските територии в Латвия следващата пролет. През 1220 шведска армия, водена от крал Йохан I и епископ Карл на Линкьопинг завладяват Лихула в Роталия в Западна Естония. Езелите нападат шведската крепост по-късно същата година и избиват целия гарнизон, включително епископа на Линкьопинг.
През 1222 г. датския крал Валдемар II прави нов опит за втори път да завладее Езел, като този път създава каменна крепост със силен гарнизон. Крепостта е обсаден и се предава в рамките на пет дни, датският гарнизон се завръща в Ревал, а Теодорик фон Буксхьовен и други първенци остават като заложници за мира. Крепостта е изравнена със земята от езелите.
През 1227 г. ливонските мечоносци и епископът на Рига организират съвместна атака срещу остров Езел. След капитулацията на две основни крепости на езелите, Муху и Валияла, местните официално приемат християнството.
След поражението на ливонските Братя на меча в Битката при Сауле през 1236 бойните действия отново избухва на Сааремаа. През 1241 езелите отново приемат християнство, подписвайки договори с военно-монашеския орден и епископството Езел-Вик. Това е последвано от друг договор, подписан през 1255 от ландмайстера на Ордена, Aно Зангерхаузен и, от името на езелите, старейшини, чиито имена са записани като Иле, Куле, Ену, Мунтелене, Тапете, Ялде, Мелете и КакеДоговорът допуска няколко отличителни права за езелите по отношение на собствеността и наследството над земята, на обществения ред, както и практикуването на религията.
Война отново избухва през 1261 г. като езелите още веднъж отхвърлят християнството и убиват всички германци на острова. Мирен договор е подписан едва след като обединените сили на Ордена, Езел-Вик, Датска Естония и континентални естонци и латвийци побеждават езелите и завладяват тяхната крепост в Каарма. Мечноносците строят на острова крепостта Пойде.
На 24 юли 1343 г. езелите отново въстават, убивайки всички германците на острова, удавяйки всички духовници и обсаждайки Пойде. След като гарнизона се предава езелите избиват всички защитници и унищожават замъка. През февруари 1344 Буркхард фон Драйлебен води успешна кампания през замръзналото море до Езел, завършила със залавянето и обесването на езелския вожд Весе. В началото на пролетта на 1345 следващата кампания на Ордена приключва с договор, посочен в Хрониката на Херман фон Вартберге и Новгородската първа летопис.
Сааремаа (Езел) остава васал на ландмайстера на Ливонския орден и епископа на Езел-Вик до 1559.

## Войни срещу куронците (1242 – 1267)
След победата над естонците, походът се премества срещу куронците и семигалите, балтийски племена, живеещи на юг и на запад от Даугава река и тясно свързани със самогитите.
През юли 1210 г. куронците нападнат Рига. След един ден на битки те не успяват да преодолеят стените на града и се изтеглят на другия бряг на река Даугава за да изгорят своите мъртви и скърбят за тях три дни. През 1228 куронци и семигали отново нападат Рига и унищожават манастира Дюнамунде, убивайки всички монаси.
След поражението на естонците и езелите през 1227 г., куронците са изправени пред литовски врагове на изток и юг, мечоносци на север; на запад, през морето, са техните делговечни врагове датчаните и шведите. В тази безнадеждна ситуация, допълнително утежнена от глад, куронците предпочитат да се опитат да сключат мир с християнските завоеватели и канят монасите в тяхната страна, като по този начин възнамеряват да избягат от атаките на скандинавските народи. През 1230 г. куронците в северната част на Курландия, водени от Ламекинс (Lammechinus Rex), подписват мирен договор с германците, според който техните земи и селища по този начин са станават известни като Vredecuronia или Мирна Курландия. Южните кронци продължават да се съпротивляват на нашествениците.
През 1260 г. куронците участват в Битката на Дурбе, една от най-големите битки в Ливония през 13 век. Те са принудени да се бият на страната на кръстоносците. Когато битката започва, куронците изоставят рицарите. Петер фон Дузбург твърди, че те дори атакуват рицарите в тил. Естонците и други местни хора скоро последват куронците и изоставят рицарите, с което позволяват на самогитите да спечелят победа над Ливонския орден. 
Съпротивата на куронците е окончателно преодоляна през 1266 г., когато цяла Курландия се разпределя между Ливонския ред и Архиепископа на Рига. Куронските благородници, сред тях 40 клана на потомците на Куронските князе, които живеят в град Kулдига, запазват лична свобода и някои от своите привилегии.

## Войни срещу семигалите (1219 – 1290)
Според  Ливонската Хроника на Хенрик семигалите образуват съюз с епископ Aлберт на Рига срещу непокорните ливи през1203 и получават военна помощ срещу литовските нападения през 1205. В 1207 г. семигалският княз Вестардс (на латински: DUX Semigallorum) помага на кръстения ливски вожд Каупо да завладее обратно Турайда от езически бунтовници.
През 1219 г. семигалско-германския съюз е отменен и това е последвано от кръстоносно нашествие в Жемайтия. Княз Вестардс незабавно сформира съюз с литовци и куронци. През 1228 г. семигалите и куронците нападат манастира Дюнамюнде, основната кръстоносна крепост в делтата на река Даугава. Кръстоносците търсят реванш и нахлуват в Жемайтия, а семигалите от своя страна грабат земите около Aйзкраукле.
През 1236 г. семигалите нападат кръстоносци, отстъпващи след битката при Сауле, убивайки много от тях. Орденът оцелява като клон на Тевтонското въоръжено монашество.
През 1270 г. литовският княз Тройден, заедно със семигалите нападат Ливония и Сааремаа. По време на битката при Карусе върху леда на замръзналия Рижки залив ливонските рицари са разбити, а ландмайтерът им Ото фон Лутерберг загива.
През 1287 г., около 1400 семигали атакуват укрепление на кръстоносците в Икшкиле и грабят близките земи. При завръщането им в Жемайтия те са пресрещнати от кръстоносци в битката до река Гароза. Кръстоносните рицари са обкръжени и отново бити зле. Повече от 40 рицари са убити, включително ландмайстер Вилекин Ендорп и неизвестен брой техни съюзници. Това е последната победа на семигалите над нарастващата мощ на Ливонския орден.
През 1279 г., след битката при Айзкраукле, Великият литовски княз Тройден подкрепя семигалския бунт на Намейсис срещу Ливонския клон на Тевтонския орден.
През 1280-те, Ливонският Ред започва мащабна кампания срещу семигалите, която включва изгаряне на пасищата и реколтата им, което води до глад. Семигалите продължават съпротивата до 1290 г., когато изгарят последния си укрепен хълм в Сидрабене и се преместват на юг. В Римованата хроника се твърди, че 100 000 са отишли в Литва и там продължават да се борят с германците.
Непокорените южни дялове на Курония и Жемайтия (Сидрабе, Ракте, Цеклис, Мегава и др.) са обединени под властта на Великото херцогство Литва.

## След кампаниите
През 1227 Ливонските мечоносци печелят цялата датска територия в Северна Естония. След битката при Сауле оцелелите мечоносци са сплавени с Тевтонския орден от Прусия през 1237 г. и се нарича Ливонски клон. 
След завладяването оставащото местното население те християнизирано. През 1535 е напечатана най-старата запазена до днес книга на ливонски: Лутерански катехизис. Завоевателите упражняват военното управление чрез мрежа от замъци в цяла Естония и Латвия.